# La ciudad sagrada
La ciudad sagrada es una novela escrita por Douglas Preston y Lincoln Child. Publicada en España por Plaza y Janes con traducción de Ana Alcaina y primero en inglés en 1999 por Grand Central Publishing.

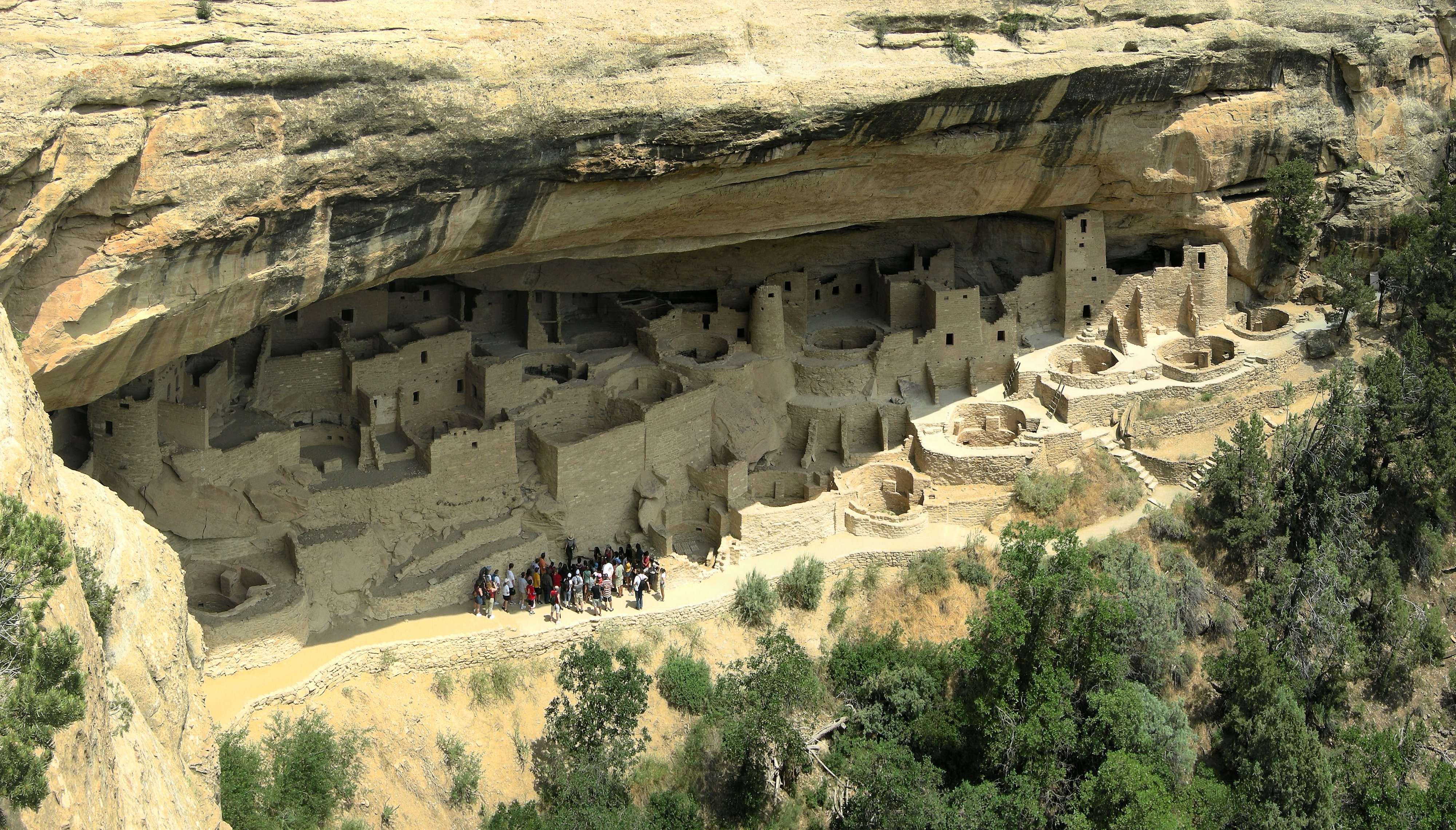
Ciudad anasazi

## Argumento
La antropóloga Nora Kelly encuentra una carta escrita hace 16 años pero que misteriosamente alguien envía ahora. La carta es de su padre, quien dice haber encontrado la ciudad perdida de  Quivira capital de la desaparecida tribu anasazi y, según las leyendas, lugar rico en oro. Gracias al dinero de una rica heredera que se une a ella, Kelly organiza una expedición a un desolado rincón de Utah en las llamadas Canyonlands. Allí descubren que la ciudad de Quivira no contiene oro pero si unas valiosas vasijas y algo mucho peor: un hongo extremadamente tóxico, el Coccidioides immitis.

## Origen
Nora Kelly está basada en la arqueóloga amateur y escritora Nora Benjamin Kubie, abuela de Lincoln Child.

## Otras apariciones
Bill Smithback, el periodista de la expedición, apareció previamente en El relicario. Bill y Nora Kelly aparecerán posteriormente como personajes secundarios ayudando al agente Pendergast en Los asesinatos de Manhattan de 2002, y La danza del cementerio de 2009.
La ciudad de oro de Quivira, traducida esta vez como "Cibola", aparece también en la película de Jon Turteltaub protagonizada por Nicolas Cage National Treasure: Book of Secrets.